# Actinisme
Propriété d’une radiation électromagnétique à provoquer un effet chimique. Ce terme est surtout utilisé pour désigner la propension des différentes longueurs d'onde de la lumière à impressionner une pellicule photographique. L’actinisme d’une longueur d'onde est proportionnel à la fréquence de celle-ci, le rouge est une couleur peu actinique alors que le bleu est une couleur très actinique.